# 이인엽
이인엽(1656년 ~ 1710년)은 조선 후기의 문신이며, 본관은 경주이다. 당파는 서인 계열 노론에 가까웠다.

## 생애
1688년, 문과에 급제하여 검열이 되지만 박태보와 오두인을 구원하려다가 기사환국으로 쫓겨났다. 이후 1692년, 우도암행어사로 복귀하여 1694년, 갑술환국 이후 수찬과 교리를 거쳐서 이조좌랑, 헌납, 부응교, 겸필선을 거쳐 강진어사가 되고 시강관을 하며 부응교를 하다가 1699년, 예조참의가 되며 당상관에 올랐다. 이후 1700년, 호조참판이 되어 재상의 반열에 올랐고 이조참판을 거쳐 대사간이 되었다. 이후 한성부좌윤과 공조참판을 거쳐 한성부판윤이 되었다. 이후 대사헌, 공조판서, 호조판서를 하다가 다시 대사헌을 하고 강화유수로 외직에 나갔다. 이후 우참찬, 형조판서를 거쳐 이조판서가 되었는데 이후 지돈녕부사로 물러났다가 다시 병조판서가 되었다. 그리고 곧 판의금부사가 되었다. 이후 계속해서 병조판서와 대제학을 하다가 다시 지중추부사로 물러났다. 곧 예조판서가 되었으며 다시 판의금부사를 거쳐 이조판서로 다시 임명된다. 이후 다시 예조판서가 되었으며 병조판서, 홍문관제학, 형조판서를 하다가 호조판서가 되고 수어사를 겸하지만 1710년에 사망한다.

## 초상화
- 이인엽 영정(李仁燁 影幀) - 경기도 용인시, 경기도박물관 소장 (경기도 유형문화재 제191호)
- 이인엽 영정(李仁燁 影幀) - 서울특별시 강동구 강일동, 개인 소장 (경기도 문화재자료 제123호에서 지정해제)